# Nastro d'argento

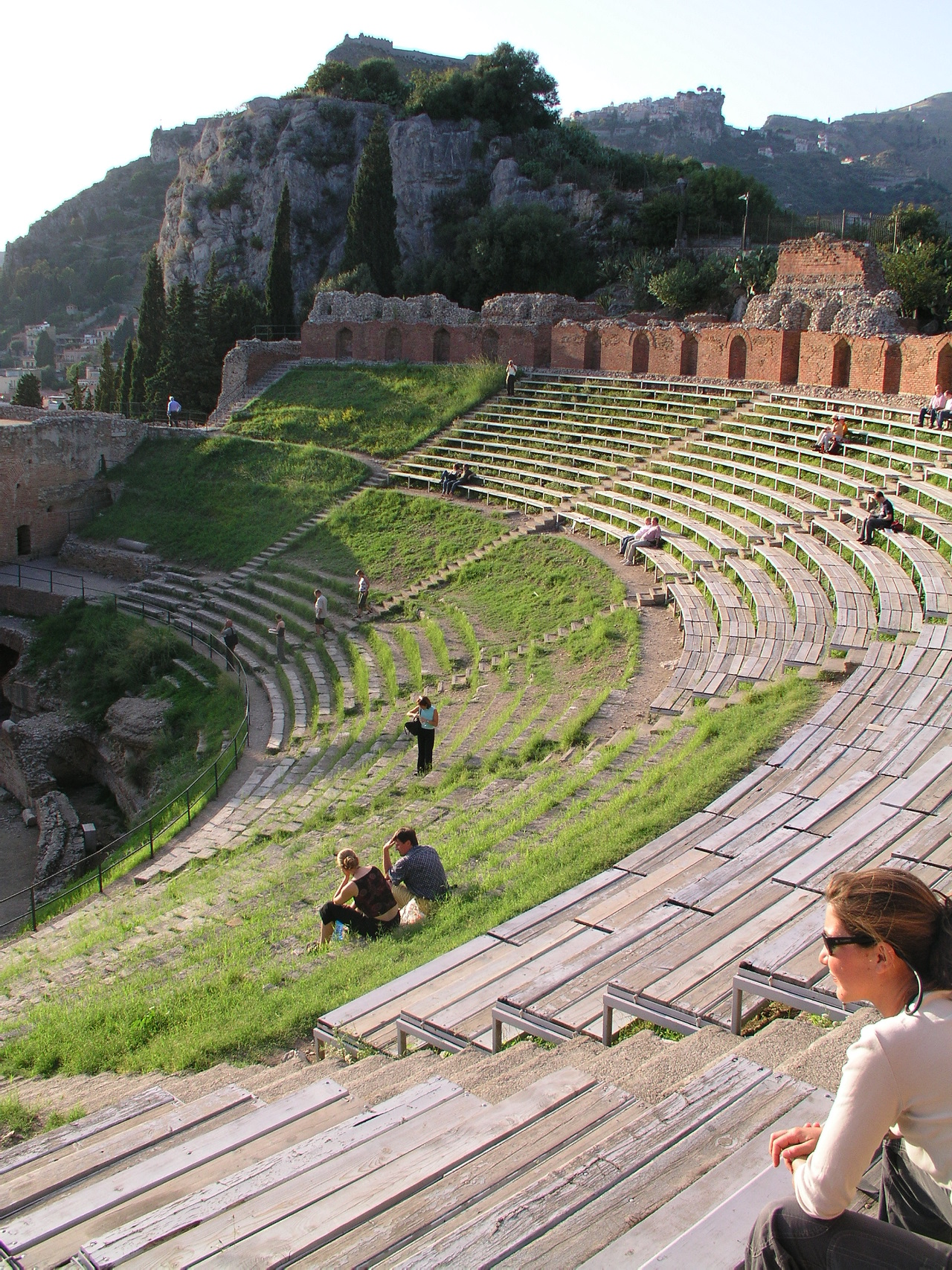
Teatrul grecesc, locul înmânării premiilor

Nastro d'argento (în română Panglica de argint) este un premiu de film acordat de Sindacato Nazionale Giornalisti Cinematografici Italiani (SNGCI, asociația profesională a jurnaliștilor de film italieni), începând din anul 1946. Premiul este acordat anual în numeroase categorii. Premiul se înmânează în Teatrul antic grecesc din Taormina. Este unul dintre cele mai vechi premii de film.
A fost fondată de jurnaliști, critici de film care au devenit ulterior regizori (Steno, Mario Soldati, primul președinte) și autori (Michelangelo Antonioni, Antonio Pietrangeli) cu motivul de a „sprijini dezvoltarea continuă a industriei cinematografice italiene dintr-un punct de vedere artistic, tehnic. și din punct de vedere al producției, respectând nevoile cumpărătorilor”.
Premiile sunt acordate pentru cel mai bun regizor al anului, cel mai bun film, cea mai bună actriță nouă, actor, cei mai buni profesioniști și cei mai buni artiști. Panglica de argint, împreună cu Premiul David di Donatello, sunt susținute de Academia Națională de Film din Italia.

## Categorii de premii
Premiile Nastro d'argento acordate în prezent sunt:
- Cel mai bun film (din 2017)
- Cel mai bun regizor (din 2017)
- Cea mai bună comedie (din 2009)
- Cel mai bun regizor nou (din 1972)
- Cel mai bun producător
- Cel mai bun subiect
- Cel mai bun scenariu (din 1948)
- Cel mai bun actor
- Cea mai bună actriță
- Cel mai bun actor în rol secundar
- Cea mai bună actriță în rol secundar
- Cea mai bună imagine
- Cele mai bune decoruri
- Cele mai bune costume (din 1953)
- Cea mai bună coloană sonoră (din 1947)
- Cea mai bună melodie originală (din 1999)
- Cel mai bun montaj
- Cel mai bun sonor (din 2002)
- Cel mai bun casting director (din 2014)
- Cel mai bun film documentar
- Cel mai bun film documentar despre cinema
- Cel mai bun scurt metraj
- Nastro d'argento pentru carieră
- Nastro d'argento special
- Nastro d'argento european
- Premiul Special
- Premio Guglielmo Biraghi pentru cele mai bune talente ale cinematografiei tinere italiene (din 2001)
- Cel mai bun dublaj masculin

Premiile care nu mai sunt acordate:
- Regizorul celui mai bun film (pană în 2016)
- Regizorul celui mai film străin (pană în 2006)
- Cel mai bun film european (din 2007 până în 2012)
- Cel mai bun film extraeuropean (din 2007 până în 2012)
- Cel mai bun film în 3D (2010)

## Laureați celebri (selecție)

### Regizori a celor mai bune filme italiene
- 1946 Vittorio De Sica pentru Sciuscia
- 1949 Vittorio De Sica pentru Hoți de biciclete (Ladri di biciclette)
- 1954 Federico Fellini pentru I Vitelloni (I Vitelloni)
- 1955 Federico Fellini pentru La strada
- 1956 Michelangelo Antonioni pentru Prietenele (Le Amiche)
- 1962 Michelangelo Antonioni pentru Noaptea (La notte)
- 1958 Federico Fellini pentru Nopțile Cabiriei (Le notti di Cabiria)
- 1964 Federico Fellini pentru 8½ (Otto e mezzo)
- 1976 Michelangelo Antonioni pentru Pasagerul (Professione: reporter)
- 1999 Silvio Soldini pentru Pâine și lalale (Pane e tulipani)
- 2009 Paolo Sorrentino pentru Il divo

### Cele mai bune actrițe
- 1947 Alida Valli pentru Eugenia Grandet, regia Mario Soldati
- 1948 Anna Magnani pentru Onorabila Angelina (L'Onorevole Angelina), regia Luigi Zampa
- 1949 Anna Magnani pentru L'amore, regia Roberto Rossellini, film în două părți: Una voce umana și Il Miracolo
- 1952 Anna Magnani pentru Cea mai frumoasă (Bellissima), regia Luchino Visconti
- 1953 Ingrid Bergman pentru Europa '51, regia Roberto Rossellini
- 1954 Gina Lollobrigida pentru Pâine, dragoste și fantezie (Pane, amore e fantasia), regia Luigi Comencini
- 1955 Silvana Mangano pentru L'Or de Naples (L'Oro di Napoli), regia Vittorio De Sica
- 1957 Anna Magnani pentru Suor Letizia, regia Mario Camerini
- 1958 Giulietta Masina pentru Nopțile Cabiriei (Le notti di Cabiria), regia Federico Fellini
- 1960 Eleonora Rossi Drago pentru Été violent (Estate violenta), regia Valerio Zurlini
- 1961 Sophia Loren pentru Ciociara (La ciociara), regia Vittorio De Sica
- 1963 Gina Lollobrigida pentru Vénus impériale (Venere imperiale), regia Jean Delannoy
- 1964 Silvana Mangano pentru Procesul de la Verona (Il Processo di Verona), regia Carlo Lizzani
- 1965 Claudia Cardinale pentru Fata lui Bube (La Ragazza di Bube) regia Luigi Comencini
- 1967 Lisa Gastoni pentru Merci ma tante (Grazie zia), regia Salvatore Samperi
- 1974 Laura Antonelli pentru Malizia, regia Salvatore Samperi
- 1978 Sophia Loren pentru O zi deosebită (Una Giornata particolare), regia Ettore Scola
- 1985 Claudia Cardinale pentru Claretta, regia Pasquale Squitieri
- 1986 Giulietta Masina pentru Ginger et Fred, regia Federico Fellini
- 2009 Giovanna Mezzogiorno pentru Vincere, regia Marco Bellocchio

### Cei mai buni actori
- 1948 Vittorio De Sica pentru Cuore, regia Duilio Coletti și Vittorio de Sica
- 1952 Totò pentru Hoții și vardiștii (Guardie e ladri), regia Mario Monicelli
- 1955 Marcello Mastroianni pentru Zile de dragoste (Giorni d'amore), regia Giuseppe De Santis
- 1958 Marcello Mastroianni pentru Nopți albe (Le notti bianche), regia Luchino Visconti
- 1961 Marcello Mastroianni pentru La dolce vita, regia Federico Fellini
- 1962 Marcello Mastroianni pentru Divorț italian (Divorzio all'italiana), regia Pietro Germi
- 1963 Vittorio Gassman pentru Depășirea (Il sorpasso), regia Dino Risi
- 1967 Totò pentru Păsăroi și păsărele (Uccellacci e uccellini)), regia Pier Paolo Pasolini